# Lynn Collins
Lynn Collins (1 de juny del 1977, College Station, Texas, Estats Units) és una actriu estatunidenca. Va començar a ser coneguda pel seu paper de Kayla Silverfox a la pel·lícula X-Men Origins: Wolverine.

## Carrera
Té experiència en escenaris i pantalla en papers de William Shakespeare. El 2004 interpretà el paper de Pòrtia a la pel·lícula El mercader de Venècia, basada en l'obra homònima del dramaturg anglès, i actuant-hi juntament amb Al Pacino, Joseph Fiennes i Jeremy Irons.
El 2009 va obtenir el paper de Kayla Silverfox a X-Men Origins: Wolverine, després que l'actriu Michelle Monaghan rebutgés el paper.
El 2012 té previst aparèixer a la pel·lícula d'aventura i ciència-ficció John Carter of Mars, on interpretarà Dejah Thoris.

## Filmografia

### Cinema
| Any  | Títol                              | Personatge      | Notes                                         |
| ---- | ---------------------------------- | --------------- | --------------------------------------------- |
| 2001 | Earth Angels                       | Catarin         | amb Sandrine Holt                             |
| 2002 | Never Get Outta the Boat           | Lili            | -                                             |
| 2002 | One for the Money                  | Stephanie Plum  | amb Tyler Christopher                         |
| 2003 | Down with Love                     | Beatnik Gril    | -                                             |
| 2003 | Splitsville                        | -               | amb Kristoffer Polaha i Christopher Gartin    |
| 2004 | El mercader de Venècia             | Pòrtia          | amb Al Pacino, Jeremy Irons i Joseph Fiennes  |
| 2004 | 13 Going On 30                     | Wendy           | amb Mark Ruffalo                              |
| 2004 | 50 primeres cites (50 First Dates) | Linda           | -                                             |
| 2006 | The Dog Problem                    | Lola            | amb Giovanni Ribisi i Scott Caan              |
| 2006 | La casa del llac                   | Mona            | en anglès: The Lake House                     |
| 2006 | Bug                                | R.C.            | amb Ashley Judd i Michael Shannon             |
| 2006 | Return to Rajapur                  | Sara Reardon    | amb Justin Theroux                            |
| 2007 | Towelhead                          | Thena Panos     | -                                             |
| 2007 | Numb                               | Sara            | amb Matthew Perry i Kevin Pollak              |
| 2007 | El número 23                       | Mrs. Dobkins    | en anglès: The Number 23                      |
| 2008 | Life in Flight                     | Kate            | amb Conor Carroll                             |
| 2008 | Eavesdrop                          | Tallulah        | amb Lynn Cohen                                |
| 2009 | X-Men Origins: Wolverine           | Kayla Silverfox | amb Hugh Jackman                              |
| 2009 | Uncertainty                        | Kate            | amb Joseph Gordon-Levitt                      |
| 2009 | Blood Creek                        | Barb            | -                                             |
| 2010 | Waska                              | -               | amb Jeremy Piven i Thomas Dekker              |
| 2012 | John Carter                        | Dejah Thoris    | amb Mark Strong, Taylor Kitsch i Willem Dafoe |

### Sèries de televisió
| Any       | Títol                             | Personatge                    | Notes                                          |
| --------- | --------------------------------- | ----------------------------- | ---------------------------------------------- |
| 1999      | Law & Order: Special Victims Unit | Virginia Hayes                | episodi Wanderlust                             |
| 2001      | The Education of Max Bickford     | -                             | episodi Who Is Breckenridge Long?              |
| 2002      | Push, Nevada                      | BRB's Wife                    | episodi The Amount                             |
| 2002      | Haunted                           | Assistant D.A.Jessica Manning | 8 episodis                                     |
| 2008      | True Blood                        | Dawn Green                    | 5 episodis                                     |
| 2021-2022 | The Walking Dead                  | Leah Shaw                     | Convidat: temporada 10; principal temporada 11 |